# Hanefi Yeter
Hanefi Yeter (* 1947 in Bayburt, Türkei) ist ein türkischer Kunstmaler.

## Biografie
Yeter lebt und arbeitet seit 1973 in Berlin.
Der 1947 in Bayburt geborene Yeter absolvierte von 1967 bis 1972 ein Studium an der Akademie der schönen Künste in Istanbul, ging danach zunächst als Kunststudent (1973 bis 1978) nach Berlin an die Hochschule der Künste, und blieb auch nach Abschluss seines Studiums dort.
Seit 2000 führt er auch Ateliers in Istanbul und Bodrum.

## Künstlerisches Werk

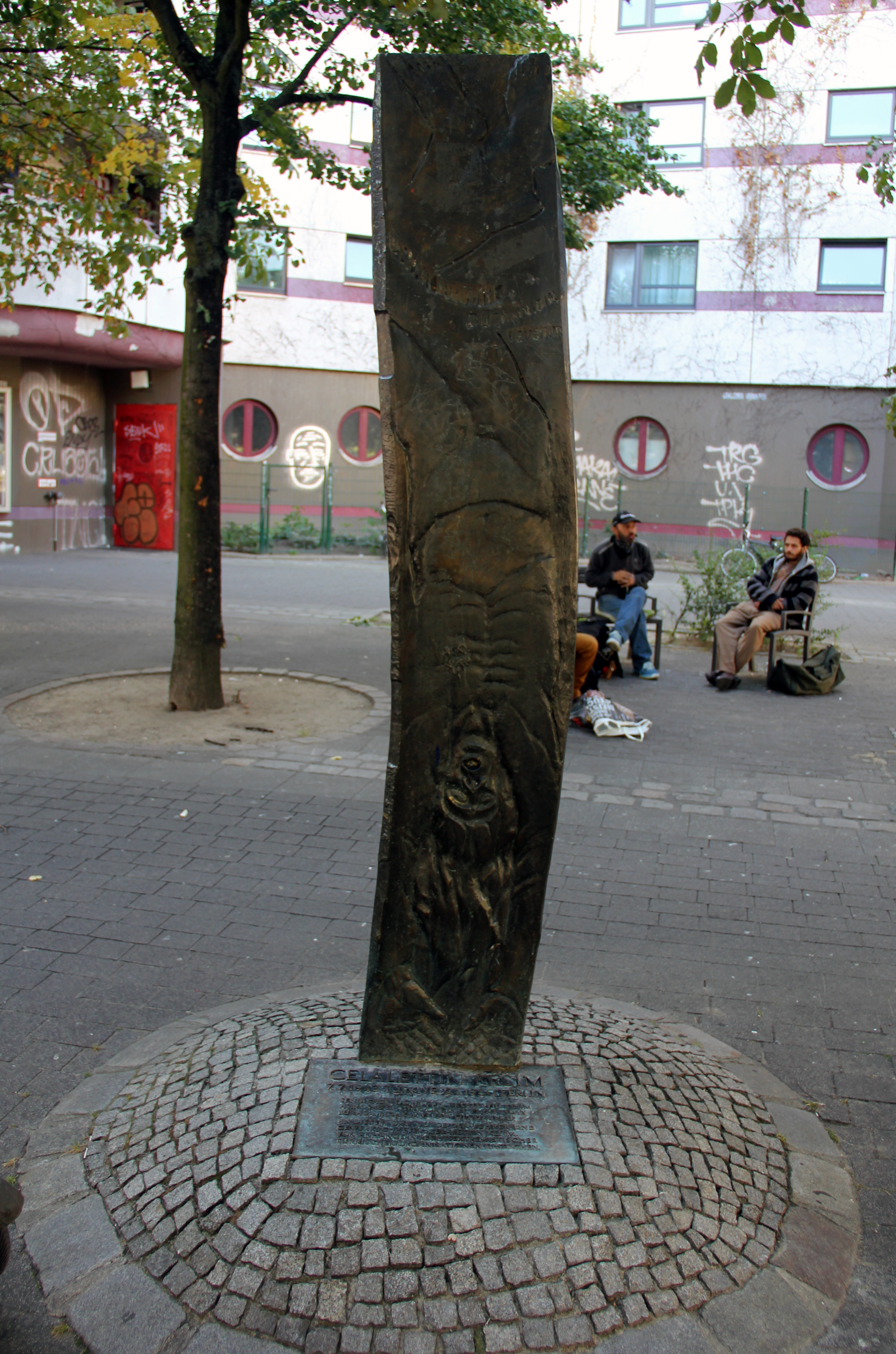
Stele für Celalettin Kesim, Kottbusser Tor, in Berlin-Kreuzberg

Schon in den 80er Jahren hatte Yeter als türkischer Kunstmaler in Deutschland eine gewisse Bekanntheit erreicht. Seine Bilder erschienen in Büchern oder als Buchcover. Das Albumcover von Die Kanaken wurde 1984 unter Verwendung von Yeters Ölgemälde „Zwei unter uns“ erstellt.
Ab Mitte der 1990er Jahre ändert sich seine Kunst jedoch von Grund auf. Aus Holztafeln geschnitzte Teile, die meist als Ornamentwerk konzipiert sind, werden auf einen Hintergrund montiert, der meist mit Malereien versehen ist. Der geschnitzte Teil lässt stellenweise den Blick auf die im Hintergrund dargestellten Malereien frei. Somit beginnt die Wechselbeziehung zwischen den beiden Teilen, die sich als solches zu einem Gesamtwerk einen. Die Effekte Licht, Schatten, Flächigkeit und Standpunkt des Betrachters spielen in diesen Werken eine wichtige Rolle.
Diese Werke sind von islamisch-orientalischer Holzschnitzerei, dem Scherenschnitt und Unterglasmalerei inspiriert. Sie reduzieren die Maloberfläche auf ein Minimum. Im Vergleich zu den früheren gravierten Holztafel-Werken besitzen die ornamentalen Bildmotive hier größere Bedeutung.
Die Inhalte werden mit figürlichen symbolhaltigen Ornamentwerken vermittelt. Viele dieser Werke korrespondieren in ihrem symbolischen Gehalt mit Bildwerken vergangener Jahrhunderte oder alten mündlichen Erzählungen. Somit gelingt Yeter, die in unserer Zeit unterschiedliche Deutung von Grenzfragen zu veranschaulichen. Dieser Austausch zwischen der Gegenwart und früheren Epochen beschränkt sich nicht nur auf die islamische Kultur.
Die Inhalte dieser Werke besitzen viel Ironie, Humor, Sarkasmus, Absurdität und chaotische Zusammenhänge. Yeter kommt mit ihnen zu einer neuen Synthese, die eine Reaktion gegen den Überfluss der Bilder in der modernen Welt darstellen. Die Flut von Bildern der Gegenwart vernichtet ihre eigene Wirkung durch die schiere Masse. Obwohl diese Bilderflut den Künstler zu Konsequenzen zwingt, ist Yeters Reaktion darauf nicht Verzicht auf gegenständliche Bilder, sondern deren Rettung in eine Zone außerhalb dieser Massenhaftigkeit der Bilder.
Die mythisch-symbolische Denkweise der orientalisch-ornamentalen Bildwerke und die plastisch-malerische Ausdrucksmöglichkeiten der abendländischen Kunsttradition bereichern sich gegenseitig. Die orientalische Ausdrucksweise ermöglicht ihm in essentieller Form Aussagen zu treffen, während die abendländische Tradition es ihm ermöglicht, seinen Reflexionen ein Gesicht zu verleihen und eine Identität zu geben.
Das Nebeneinander in seinen Kunstwerken beruht hier nicht auf Toleranz, sondern auf Notwendigkeit. Sie basieren nicht auf einem abstrakten, lebensfremden und theoretischen Konzept, sondern auf dem Leben, wie der Mensch dies wirklich tut und erlebt. In diesem Sinne war eine der letzten Holzschnitzarbeiten Yeters gegen den Irakkrieg gerichtet gewesen. Dieses Werk kritisierte nicht Amerika, sondern die Bush-Regierung und deren grober Verstoß gegen die Menschenrechte im Irak. Es sollte vom 8. bis 12. Dezember 2004 in der Kunstmesse „Istanbul Art“ ausgestellt werden, doch die Ausstellung kam letztlich doch nicht zustande.
Yeter schöpft für seine Kunst unter vielem anderen die unterschiedlichen kulturellen Traditionen nicht nur als Inspirationsquelle aus, sondern lässt sie auch gleichberechtigt in seinen Kunstwerken nebeneinander wirken – konfrontieren – existieren. Zum Teil wird der Betrachter dadurch überfordert, weil er die andere Kultur wenig oder gar nicht kennt und ihm deswegen oft die verborgenen Inhalte der Bildmotive nicht zugänglich sind. Das ist eines der größten Probleme und Herausforderungen unserer Zeit der Globalisierung überhaupt.
Am 5. Januar 1980 wurde Celalettin Kesim bei einem Überfall von türkischen Faschisten und religiösen Fundamentalisten am Kottbusser Tor ermordet. Anfang der 1990er Jahre wurde am Tatort eine von Hanefi Yeter geschaffene Gedenkstele zu seinem Andenken errichtet.

## Kataloge
- „Hanefi Yeter – Ein türkischer Maler in Berlin.“, Künstlerhaus Bethanien, Berlin 1980, 144 S. (mit Gedichten von Nazim Hikmet)